# Giuseppe Luraghi
Œuvres principales
- Due milanesi alle piramidi, 1966 
 - Le macchine della libertà, 1967
 - Milano, dal quattrino al milione, 1968
 - Capi si diventa 1974
Giuseppe Luraghi (né le 12 juin 1905 à Milan où il est mort le 10 décembre 1991) est un journaliste, un écrivain et un homme d'affaires italien.

## Biographie
Né dans une famille de la petite bourgeoisie italienne, Giuseppe Luraghi a quinze ans lorsque son père, responsable d'une société d'import/export avec l'Inde décède durant la pandémie de la grippe espagnole en 1920. Deux ans plus tard c'est sa mère Giuditta Talamona qui meurt à son tour.
Malgré ces difficultés de la vie, il poursuit ses études supérieures jusqu'à soutenir une thèse en économie à l'université Bocconi de Milan en 1927. Il maintient son activité sportive pendant toutes ses études et aurait pu faire une brillante carrière dans la boxe. Il effectue ensuite son service militaire à Turin.
Lors de sa dernière année d'université, il se marie avec Liliana Poli dont il a cinq enfants.
Sa thèse porte sur l'aviation civile et commerciale. Cela lui permet de débuter comme journaliste et ses articles sont publiés par des quotidiens nationaux comme le Popolo d'Italia jusqu'à ce que les autorités italiennes de l'époque découvrent qu'il n'est pas inscrit au Parti national fasciste. Dans ses articles, il intervient dans les polémiques du moment en faveur des avions et contre les dirigeables, puis contre les hydravions. Il a souvent manifesté un très fort penchant pour des idées liées au socialisme réformiste.
Ne pouvant plus exercer le métier de journaliste, il est recruté par la société Pirelli en 1930. Il y travaille dans ses locaux en Italie et aussi dans la filiale en Espagne jusqu'au début de la guerre civile. Il assure des fonctions importantes dans la société Linoleum, une importante filiale du groupe Pirelli.
Également homme de lettres, il se lance dans l'écriture à cette époque et publie, en 1940, un recueil de poésies intitulé Presentimento di poesia (Pressentiment de poésie), suivi en 1941 par Gli angeli (Les anges), en 1944 par Cipressi di Van Gogh (Les cyprès de Van Gogh) et en 1947 par Stagioni (Saisons). En plus de ses fonctions de dirigeant de société, Giuseppe Luraghi assure la direction de la maison d'éditions Edizioni della Meridiana.
En 1948, alors qu'il est revenu au siège milanais de Pirelli, il développe, avec Leonardo Sinisgalli, la revue interne de l'entreprise, qui ouvre ses pages au dialogue entre des personnalités de la science, de l'art et de la littérature.
Il reste en poste au sein de la direction du groupe Pirelli jusqu'en 1950 avant d'être recruté par la SIP, Società Idroelettrica Piemontese (Société hydroélectrique piémontaise). En 1952 il est recruté comme Directeur Général de Finmeccanica du Groupe IRI, et est chargé particulièrement du constructeur automobile Alfa Romeo. C'est alors qu'il crée, avec Sinisgalli, la revue Civiltà delle macchine (Civilisation des voitures), qui fait mention de la vie dans l'entreprise, ses ateliers et ses machines-outils. Certains articles sont rédigés par des poètes et illustrés par des peintres.
En 1956, Giuseppe Luraghi, après un différend avec le Président de l'IRI de l'époque, démissionne du groupe étatique et est recruté comme Président et Administrateur Délégué (équivalent du PDG français) par la société Lanerossi qu'il quitte en 1959.
En 1960, il est rappelé au sein de l'IRI pour assurer la Présidence d’Alfa Romeo. Il reste à ce poste pendant 14 ans pendant lesquels il favorise la forte croissance d’Alfa Romeo en Italie comme à l’étranger avec la création de filiales de fabrication au Brésil et en Afrique du Sud. Le constructeur milanais fabrique alors des voitures sportives et luxueuses haut de gamme, mais Luraghi reste surtout connu comme l'instigateur de la construction de la nouvelle et gigantesque usine de Pomigliano d'Arco, qui lui vaut à nouveau les critiques des dirigeants de l'IRI et le font à nouveau démissionner,.
Giuseppe Luraghi n'a jamais abandonné sa passion littéraire et publie en 1966 le roman Due milanesi alle piramidi (Deux milanais aux pyramides). Il publie ensuite des essais : Le macchine della libertà (Les voitures de la liberté) en 1967, Milano, dal quattrino al milione (Milan, du sou au million) en 1968 et Capi si diventa (Chefs l'on devient) en 1974. Il entame une carrière de journaliste indépendant et publie des chroniques régulières sur les principaux quotidiens italiens, le Corriere della Sera, La Repubblica et l'hebdomadaire Epoca.
En 1974 il entame la dernière partie de sa vie professionnelle. Il dirige la société Necchi et assure la Présidence de la grande maison d'éditions Mondadori (de 1977 à 1982).
Sur le plan littéraire il publie le livre de poésies Poesie en 1978, un livre de poèmes en prose, Castelli di carte (Châteaux de cartes) en 1978, et un livre en dialecte, Oh bej, oh bej (Oh jolis, oh jolis) en 1987. Après son essai Alfasud, Mezzogiorno di fuoco '(Alfasud, Midi de feu) en 1975, où il raconte sa dernière expérience dans le monde de l'automobile, sa dernière publication est Incontri eccellenti (Rencontres excellentes) en 1991, dans laquelle il décrit de manière synthétique ses rencontres avec les personnages importants de la politique, l’économie et la culture. Il prend ensuite goût à la peinture et réalise de nombreux tableaux et aquarelles.
Après une brève maladie, Giuseppe Eugenio Luraghi s'éteint à Milan le 10 décembre 1991.